# Paragwaj na Mistrzostwach Świata w Lekkoatletyce 2017
Paragwaj na Mistrzostwach Świata w Lekkoatletyce 2017 – reprezentacja Paragwaj podczas Mistrzostw Świata w Londynie liczyła 2 zawodników, którzy nie zdobyli żadnego medalu.

## Skład reprezentacji
Mężczyźni
| Zawodnik     | Konkurencja | Finał    | Finał   |
| Zawodnik     | Konkurencja | Rezultat | Pozycja |
| ------------ | ----------- | -------- | ------- |
| Derlys Ayala | maraton     | 2:16:37  | 25.     |

Kobiety
| Zawodniczka              | Konkurencja           | Finał    | Finał   |
| Zawodniczka              | Konkurencja           | Rezultat | Pozycja |
| ------------------------ | --------------------- | -------- | ------- |
| Carmen Patricia Martínez | Bieg na 10 000 metrów | 33:18,22 | 31.     |